# 157721 Kölcsey
A 157721 Kölcsey (ideiglenes jelöléssel (157721) 2006 BS26) a Naprendszer kisbolygóövében található aszteroida. Sárneczky Krisztián fedezte fel 2006. január 24-én.